# Club Deportivo Lugo 2012-2013
Questa voce raccoglie le informazioni riguardanti il Club Deportivo Lugo nelle competizioni ufficiali della stagione 2012-2013.

## Rosa
| N. |                     | Ruolo | Calciatore    |
| -- | ------------------- | ----- | ------------- |
| 1  | Spagna (bandiera)   | P     | José Juan     |
| 2  | Spagna (bandiera)   | D     | De Coz        |
| 3  | Spagna (bandiera)   | D     | Fran Pérez    |
| 4  | Spagna (bandiera)   | D     | Víctor Marco  |
| 5  | Spagna (bandiera)   | C     | Pita          |
| 6  | Spagna (bandiera)   | C     | Javi Rey      |
| 7  | Spagna (bandiera)   | C     | Pablo Álvarez |
| 8  | Spagna (bandiera)   | C     | Seoane        |
| 9  | Spagna (bandiera)   | A     | Óscar Díaz    |
| 10 | Spagna (bandiera)   | A     | Berodia       |
| 11 | Svizzera (bandiera) | D     | Manu          |
| 12 | Bolivia (bandiera)  | C     | Galindo       |

| N. |                      | Ruolo | Calciatore  |
| -- | -------------------- | ----- | ----------- |
| 13 | Spagna (bandiera)    | P     | Yoel        |
| 14 | Spagna (bandiera)    | C     | Héctor Font |
| 15 | Argentina (bandiera) | D     | Belforti    |
| 16 | Spagna (bandiera)    | D     | Víctor Díaz |
| 17 | Spagna (bandiera)    | D     | Raúl Fuster |
| 18 | Argentina (bandiera) | A     | Tonetto     |
| 19 | Argentina (bandiera) | A     | Quiroga     |
| 20 | Spagna (bandiera)    | C     | Rubén Durán |
| 21 | Spagna (bandiera)    | A     | Fran Sol    |
| 22 | Spagna (bandiera)    | D     | Pavón       |
| 23 | Spagna (bandiera)    | C     | Iago Díaz   |